# Utshashumeku-shipiss
De Utshashumeku-shipiss is een 27 km lange rivier op het schiereiland Labrador in de Canadese provincie Newfoundland en Labrador. Het is een zijrivier van de grote rivier de Kenamu.

## Toponymie
Voorheen stond de rivier bekend als de Salmon River, hetgeen Engels is voor "zalmenrivier". In 2010 besliste de overheid echter om de naam te schrappen en te vervangen door de Innubenaming Utshashumeku-shipiss, wat te vertalen valt als "zalmenriviertje". De rivier bevindt zich immers in het traditionele jacht- en visgebied van de inheemse Innubevolking.

## Verloop
De rivier vindt zijn oorsprong in een naamloos meertje in de taiga van Zuid-Labrador. Het bronmeer ligt in de westelijke uitlopers van de Mealy Mountains op zo'n 425 m boven zeeniveau. Het bevindt zich hemelsbreed 4,5 km ten zuiden van de Trans-Labrador Highway (NL-510).
De Utshashumeku-shipiss verlaat het meer langs de oostelijke zijde en stroomt dan 2,5 km in oostnoordoostelijke richting, waarna de rivier 4,5 km in noordelijke richting gaat. De rivier gaat daarna 2 km in noordwestelijke richting en draait daarna naar het noorden. Na 8,3 km wordt hij overbrugd door de Trans-Labrador Highway (TLH).
Na onderdoor de TLH te stromen gaat de Utshashumeku-shipiss bijna 15 km voort in noordelijke richting, daarbij snel dalend naar een lagere altitude. De laatste vier kilometer legt de rivier in westnoordwestelijke richting af om uiteindelijk na een totale loop van 27 km uit te monden in de grote rivier de Kenamu.

## Zalmen
De rivier is een uitermate geschikt paaigebied voor de Atlantische zalm. Ook forellen gebruiken de rivier als paaigebied.